# صفقة جاكسون (منطقة تاريخية من الولايات المتحدة)
صفقة جاكسون هي منطقة تينيسي الغربية وجنوب غرب كنتاكي، يحدها نهر تينيسي في الشرق، ونهر أوهايو في الشمال، ونهر المسيسيبي في الغرب، والتي تنازلت عنها للولايات المتحدة شعوب تشيكاساو في عام 1818.

## الأصل
تم التنازل عن الأرض بعد مفاوضات مطولة مع هنود تيشكاساو حيث مثل الولايات المتحدة أندرو جاكسون وإسحاق شيلبي، بينما مُثلت شعوب تشيكاساو من قبل رؤساءها والمحاربين بما في ذلك: ليفي كولبير وشقيقه جورج كولبير وشينوبيبي، وتيشومينغو. في 19 أكتوبر 1818، وافق الجانبان على النقل بالتوقيع على معاهدة توسكالوسا. وافقت الولايات المتحدة على دفع مبلغ 300 ألف دولار لسكان تشيكاساو، بمعدل 20 ألف دولار سنويًا لمدة 15 عامًا، مقابل الحق في جميع أراضي تشيكاساو شرق نهر المسيسيبي وشمال ولاية مسيسيبي الجديدة.

## التصديق على المعاهدة
تم تصديق المعاهدة من قبل مجلس الشيوخ الأمريكي وأكدها الرئيس جيمس مونرو في 7 يناير 1819.

## الإرث
في الاستخدام الجغرافي الحديث، يشير اسم «صفقة جاكسون» عادة إلى جزء من المنطقة التاريخية في ولاية كنتاكي. يُعرف جزء تينيسي من المنطقة التاريخية باسم «غرب تينيسي».